# Albert Cohen (scrittore)

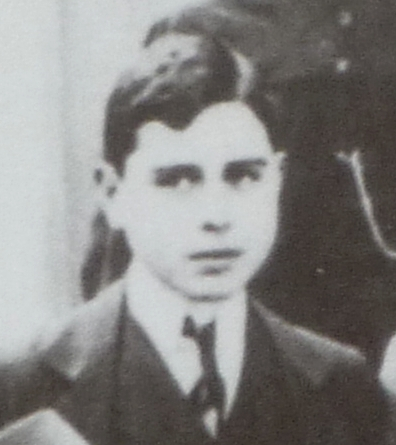
Cohen nel 1909

Albert Cohen (Corfù, 16 agosto 1895 – Ginevra, 17 ottobre 1981) è stato uno scrittore svizzero, ebreo d'origine greca, naturalizzato svizzero, funzionario della Società delle Nazioni (poi Nazioni Unite).

## Biografia
Nato sull'isola greca di Corfù, Cohen proveniva da una famiglia ebrea di industriali del sapone. Nel 1900 i suoi genitori (Albert aveva solo 5 anni) emigrarono a Marsiglia per sfuggire alle persecuzioni razziali. Qui si diedero al commercio di olio d'oliva e poi di uova, mandando dapprima il figlio a scuola presso un istituto privato cattolico, poi al liceo Thiers, dove tra i compagni di scuola diventò amico di Marcel Pagnol. Si diplomò nel 1913 e l'anno successivo si trasferì a Ginevra, dove studiò diritto e letteratura.
In quegli anni divenne sionista e chiese la cittadinanza svizzera. Nel 1919 si sposò con Élisabeth Brocher, dalla quale ebbe la figlia Myriam, che rimase presto orfana dopo che la madre morì di cancro nel 1924, a soli cinque anni dal matrimonio.
Nel 1925 divenne il direttore della Revue juive di Parigi, una rivista che aveva tra i membri della redazione personalità quali Albert Einstein e Sigmund Freud. Dal 1926 al 1931 lavorò presso l'Organizzazione internazionale del lavoro, agenzia della Società delle Nazioni.

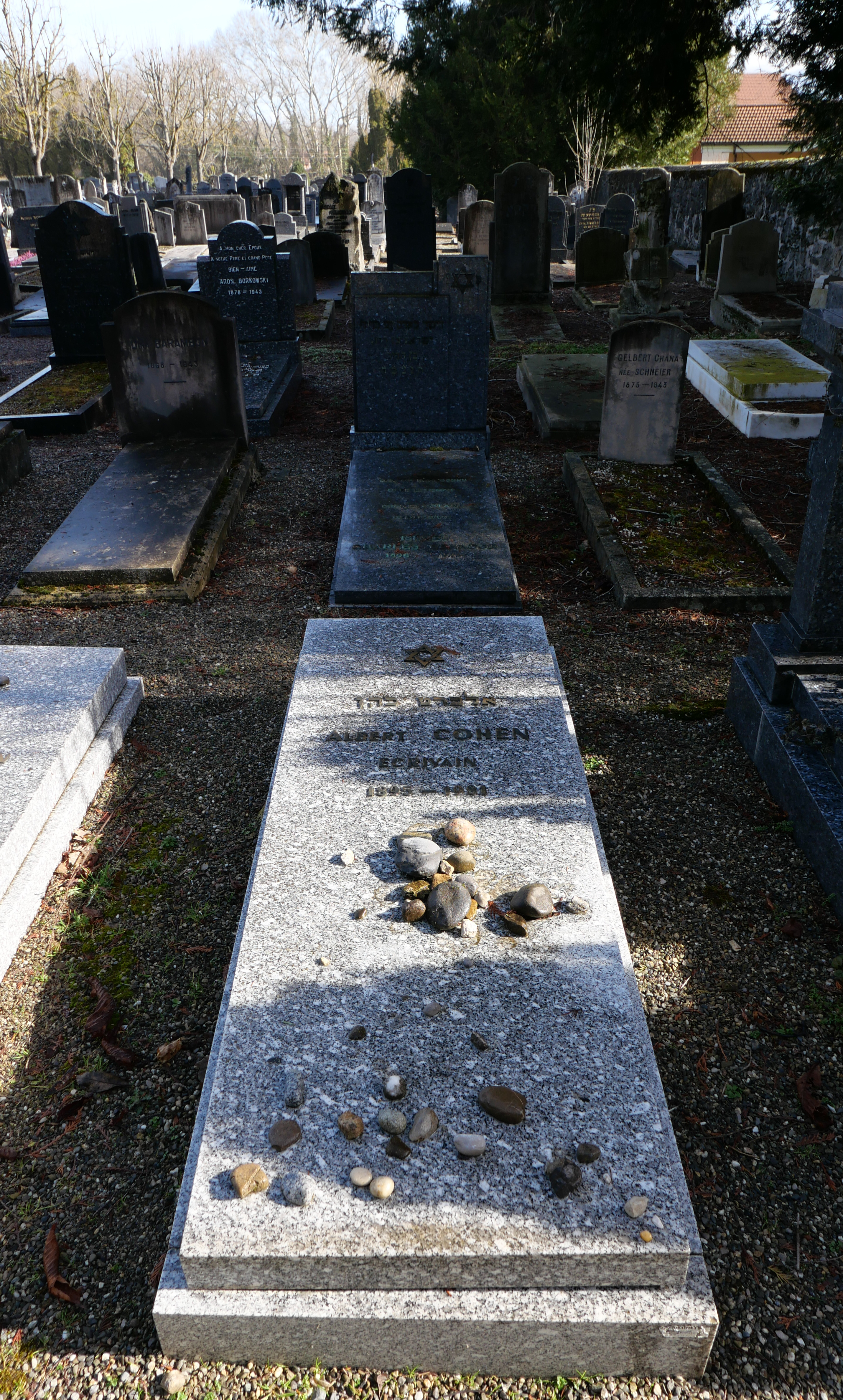
La tomba di Cohen

Nel 1931 sposò in seconde nozze Marianne Goss, da cui presto divorziò. Durante l'invasione tedesca del maggio 1940 fuggì a Bordeaux e poi a Londra, dove si attivò con altri intellettuali rifugiati a favore della fondazione dello Stato ebraico di Israele, nel quale però non mise mai piede. Tra i compiti che si prefissò ci fu quello di mettersi in contatto con il governo in esilio, ma quando capì che la realizzazione del sionismo sarebbe dipesa più dagli Stati Uniti d'America che dall'Europa, e che i suoi sforzi si facevano vani, si dimise deluso dall'Agenzia ebraica per la Palestina che aveva collaborato a fondare.
Nel 1943, intanto, sua madre morì, e nel 1944 si sposò per la terza volta (con Bella Berkowich, fedele curatrice delle opere del marito fino a quando restò in vita). Lavorò quindi per il "Comitato intergovernamentale per i rifugiati" (a cui parteciparono oltre ad altri Paesi, almeno la Francia, il Regno Unito e gli USA) che portò alla stesura e alla ratifica dello "Statuto per la protezione internazionale dei rifugiati" (a fondamento del nascente Alto commissariato delle Nazioni Unite per i rifugiati o UNHCR).
Nel 1947 rientrò a Ginevra, rinunciando al posto di ambasciatore di Israele per dedicarsi all'attività letteraria.
Diversi suoi libri sono ambientati nell'universo delle carriere internazionali, tra ambasciatori e funzionari gelosi e pieni di sé, in mezzo ai quali si era mosso per tutta la vita.
Nel 1970 fu fatto cavaliere della Legion d'onore, ma poi prese a soffrire di depressione nervosa che lo portò a voler morire abbandonandosi a un'anoressia volontaria nel 1978, ma non riuscendovi si decise a promuovere la propria opera, pubblicando il Carnet 1978 e lasciandosi intervistare (per esempio anche da Bernard Pivot, per la sua famosa trasmissione Apostrophes).
L'ultimo suo testo uscì nel 1981, scritto per glorificare l'amore verso la moglie (che sentiva ancora travolgente all'età di 86 anni).
Per la rottura di una costola a seguito di una caduta, alla quale seguì anemia e bronco-polmonite, morì nello stesso anno e fu sepolto al cimitero israelita di Veyrier, vicino a Ginevra.

## Opera
L'attività letteraria di Cohen cominciò nel 1921, con la pubblicazione della raccolta di poesie Paroles juives. In seguito pubblicò il romanzo Solal (1930), che intendeva parte di un ciclo su una famiglia ebrea i cui membri erano coraggiosi combattenti di buonumore contro le ingiustizie sociali. In qualche modo autobiografico (come in fondo tutti i suoi scritti), il protagonista era un giovane greco che si affacciava ai primi amori sull'isola di Cefalonia affascinato dall'avventura e dalla morte. La reazione della critica fu ottima e il libro ebbe un grande successo.
Nel 1938 uscì Mangeclous, un romanzo attorno all'ipocrisia e ai tentativi di scavalcarla da parte di cinque amici, anche loro greci, tra educazione sentimentale e politica.
Dopo 16 anni, Cohen diede alle stampe Le Livre de ma mère (1954), un ritratto affettuoso dal tono tenero considerato d'ottima misura da parte dei critici.
Nel 1968 uscì il suo libro più famoso, Belle du Seigneur. Premiato con il Grand Prix du roman de l'Académie française, il romanzo riprende i personaggi di Solal del libro omonimo e di Mangeclous come fosse una sorta di trilogia. Alcune sue scene, tagliate su richiesta dell'editore Gaston Gallimard, vennero pubblicate a parte l'anno successivo con il titolo Les Valeureux. Da qualcuno considerato come il migliore "inno alla donna" del XX secolo, il libro è tuttora venduto in molte copie come una delle più affascinanti e liriche storie d'amore della letteratura francese.
La sua opera è oggi raccolta a cura di Christel Peyrefitte e Bella Cohen in due volumi presso la Bibliothèque de la Pléiade di Gallimard (nn. 331 e 402, rispettivamente 1986 e 1993).

## Opere
- Paroles juives (1921)
- Solal (1930 e, corretta, 1969), trad. Elena Tessadri, Solal, Milano: Rusconi, 1982; trad. Giovanni Bogliolo, Milano: Rizzoli, 1994. ISBN 88-17-67283-1
- Mangeclous (1938 e, corretta, 1969)
- Le Livre de ma mère (1954), trad. Giovanni Bogliolo, Il libro di mia madre, Milano: Rizzoli, 1992. ISBN 88-17-67282-3 ISBN 978-88-17-02039-8
- Ezéchiel (teatro) (ed. definitiva 1956)
- Bella del Signore (Belle du Seigneur 1968), trad. Eugenio Rizzi, Milano: Rizzoli, 1991. ISBN 88-17-13822-3 ISBN 88-17-10605-4 ISBN 88-17-67280-7 ISBN 978-88-17-10605-4
- Les Valeureux (1969)
- Ô vous, frères humains (1972), trad. Carla Coletti, A voi fratelli umani, Genova: Marietti, 1990. ISBN 88-211-6218-4
- Carnets 1978 (1979), trad. Dianella Selvatico Estense, Diario, Milano: Rizzoli, 1995. ISBN 88-17-67284-X